# Чжоу Сюнь
Чжоу Сюнь (Кит:周迅, 18 жовтня 1974 р.) — китайська актриса та співачка. Її вважають однією з чотирьох Ден-актрис Китаю. Вона здобула міжнародну популярність завдяки ролям у фільмах «Річка Сучжоу» (2000) та «Бальзак і маленька китайська швачка» (2002).
Чжоу отримала Азійську кінопремію за найкращу жіночу роль, Asian Television Awards, Beijing College Student Film Festival, China Film Režiser Awards, China TV Golden Eagle Awards, Chinese Film Media Awards, Golden Bauhinia Awards, Golden Horse Film Festival and Awards, Золотий Півень, Гонконзькі кінопремії, Гонконзькі кінокритики, Сто квітів, Хуадінг, Шанхайський телевізійний фестиваль та Шанхайські кінокритики; а також французький нагородний фестиваль Festival du Film de Paris. У 2009 році вона стала першою китайською актрисою, яка виграла «Великий шолом», після того, як виграла три найбільші кінонагороди: «Золотий кінь», «Гонконзьку кінопремію» та «Золотого півня».

## Раннє життя
Чжоу народилася в сім'ї середнього класу в Цюйчжоу (Чжецзян). Її батько Чжоу Тяньнін (周天宁), був місцевим кінооператором, а її мати Чень Іцинь (陈以琴), була продавчинею в універмазі. Вона навчалася в середній школі №1 Цюйчжоу. Після того, як вона закінчила навчання, Чжоу вступила до Інституту мистецтв Чжецзяна, щоб розширити свій інтерес до драматичного мистецтва, проти бажання її батьків, які хотіли, щоб вона закінчила університет. У шкільні роки її відібрали для ролі у фільмі «Дивні історії серед старих і спустошених гробниць».

## Акторська кар'єра

### 1995–2004: Початки та прорив
Чжоу дебютувала у комедійному фільмі «Розпещена дружина» (1995). Далі вона знялася у фільмах Чена Кайге «Спокусниця Місяця» (1996) та «Імператор і вбивця» (1999). Але тільки в 2000 році Чжоу отримала визнання в Китаї. За свою роль молодої принцеси Тайпін в історичній драмі «Палац бажання» Чжоу отримала нагороди глядацьких симпатій як акторка та найкращу жіночу роль другого плану на 18-й китайській премії «Золотий орел».
Чжоу досягла прориву на великому екрані з фільмом Лу Є «Річка Сучжоу» (2000), який отримав нагороду за найкращу жіночу роль на 15-му кінофестивалі в Парижі. Того року вона була названа однією з чотирьох актрис Ден поряд з Чжан Цзи, Чжао Вей та Сю Цзинглей. Вона досягла міжнародного визнання, коли знялася у франко-китайській романтичній драмі «Бальзак і маленька китайська швачка» (2002).
Далі йшла низка успішних проєктів. У своєму першому гонконзькому фільмі Голлівуд Гонконг режисера Фрут Чана Чжоу вразила критиків своєю грою. Голлівудський журнал Variety вихваляє Чжоу, говорячи: «Чжоу чудова, вона легко переміщається між різними особами і завжди в кожній переконлива». Серед ранніх відомих робіт Чжоу також є телесеріали «Квітнева рапсодія» (2000), «Історія кохання в Шанхаї» (2001) та «Легенда про героїв Кондорів» (2003).

### 2005–2011: схвалення критиків
Далі вона знялася у фільмі Фен Сяогана «Бенкет» (2006), натхненному «Гамлетом» Вільяма Шекспіра. Чжоу грає подругу наслідного принца, еквівалентну Офелії. У 2007 році вона знялася у фільмі Сьюзі Ау Ming Ming, який отримав високу оцінку на 11-му Міжнародному кінофестивалі в Пусані. Чжоу зіграла у подвійній ролі – близнюків з абсолютно різними характеристиками та темпераментами.
Потім вона знялася в романтичному трилері Цао Баопіна «Рівняння кохання та смерті» (2008) у ролі водійки таксі, яка шукає свого зниклого хлопця. Критики знову похвалили Чжоу, відзначивши успіх фільму завдяки виконанню Чжоу ролі Лі Мі. Чжоу отримала Азійську кінопремію за найкращу жіночу роль, Shanghai Film Critics Awards, Золотий півень та China Film Media Awards. Того ж року вона знялася в пригодницькому фільмі Гордона Чана «Пофарбована шкіра», рімейку класичного однойменного трилера про надприродне. Далі вийшов шпигунський трилер «Повідомлення» (2009) про японських загарбників у Китаї, які намагаються вишукати шпигуна серед своїх китайських співробітників.
У 2009 році Чжоу була визнана зіркою року на конференції CineAsia у Гонконзі. За її зразкові касові досягнення Азійсько-тихоокеанська мережа продюсерів (APN) також відзначила її як азійську зірку року. В інтерв'ю CNN Чжоу була названа однією з 25 найкращих актрис Азії всіх часів.
Вона зняла фільм уся «Брама дракона» (2011) режисера Цуї Харка.

### 2012 – дотепер: режисерський і голлівудський дебют, телевізійне повернення
У 2011 році Чжоу дебютувала як режисерка короткометражного фільма «П'ять пасток демонів», у якому Тоні Люн Чжу Вай знявся у ролі вбивці демонів.
У 2012 році Чжоу дебютувала в Голлівуді в науково-фантастичному фільмі «Хмарний атлас», зігравши у фільмі кілька ролей. Фільм зібрав у прокаті понад 700 мільйонів юанів (109,8 доларів США) і досяг статусу визначної пам’ятки, на той час ставши найкасовішим фільмом китайською мовою всіх часів.
Через 10 років у 2014 році Чжоу повернулася на телебачення  у «Червоному сорго» за однойменним романом лауреата Нобелівської премії Мо Яня 1986/1987. Виступ Чжоу в серіалі був високо оцінений самим автором за її бездоганне розуміння внутрішнього неспокою персонажа. Чжоу отримала нагороду за найкращу жіночу роль на Азійській телевізійній премії.
У 2018 році вона знялася в романтичному фільмі «Останній лист» режисера Шунджі Іваї і була номінована на відзнаку «Краща жіноча роль» премії «Золотий кінь» .
У 2019 році Чжоу знялася в кримінальному трилері «Мовчай».
У 2021 році Чжоу знявся у фантастичному фільмі «Майстер Іньян».
Чжоу збирається зіграти у фільмі Віксіа «Втомлений поет » та сімейній драмі «Одинадцятий розділ».

## Громадська діяльність

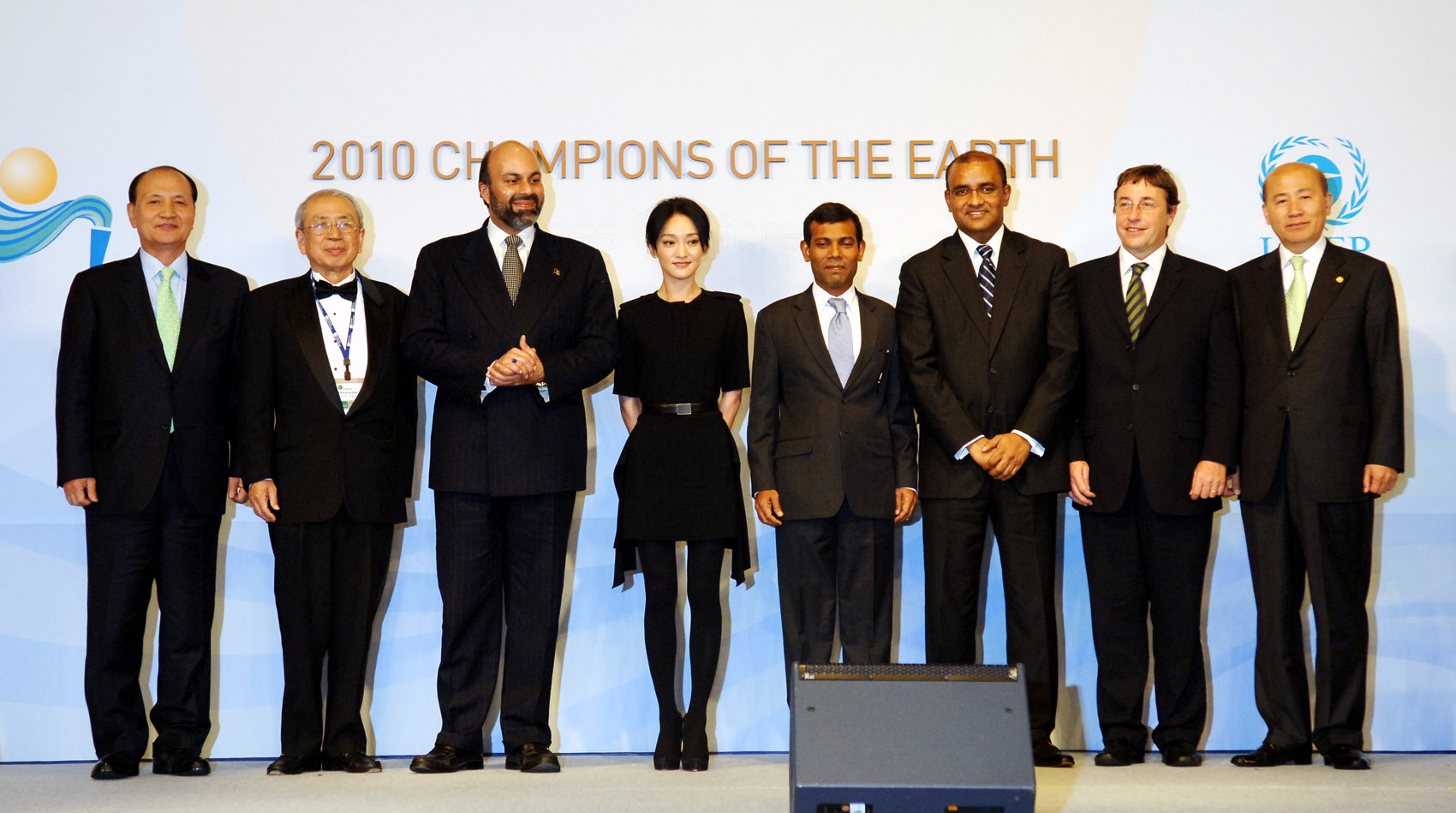
Чжоу була названа однією із «Чемпіонів Землі» за свою роботу з Програмою розвитку Організації Об’єднаних Націй (ПРООН) у День Землі 2010 року, ставши першою артисткою у світі, яка отримала цю нагороду.

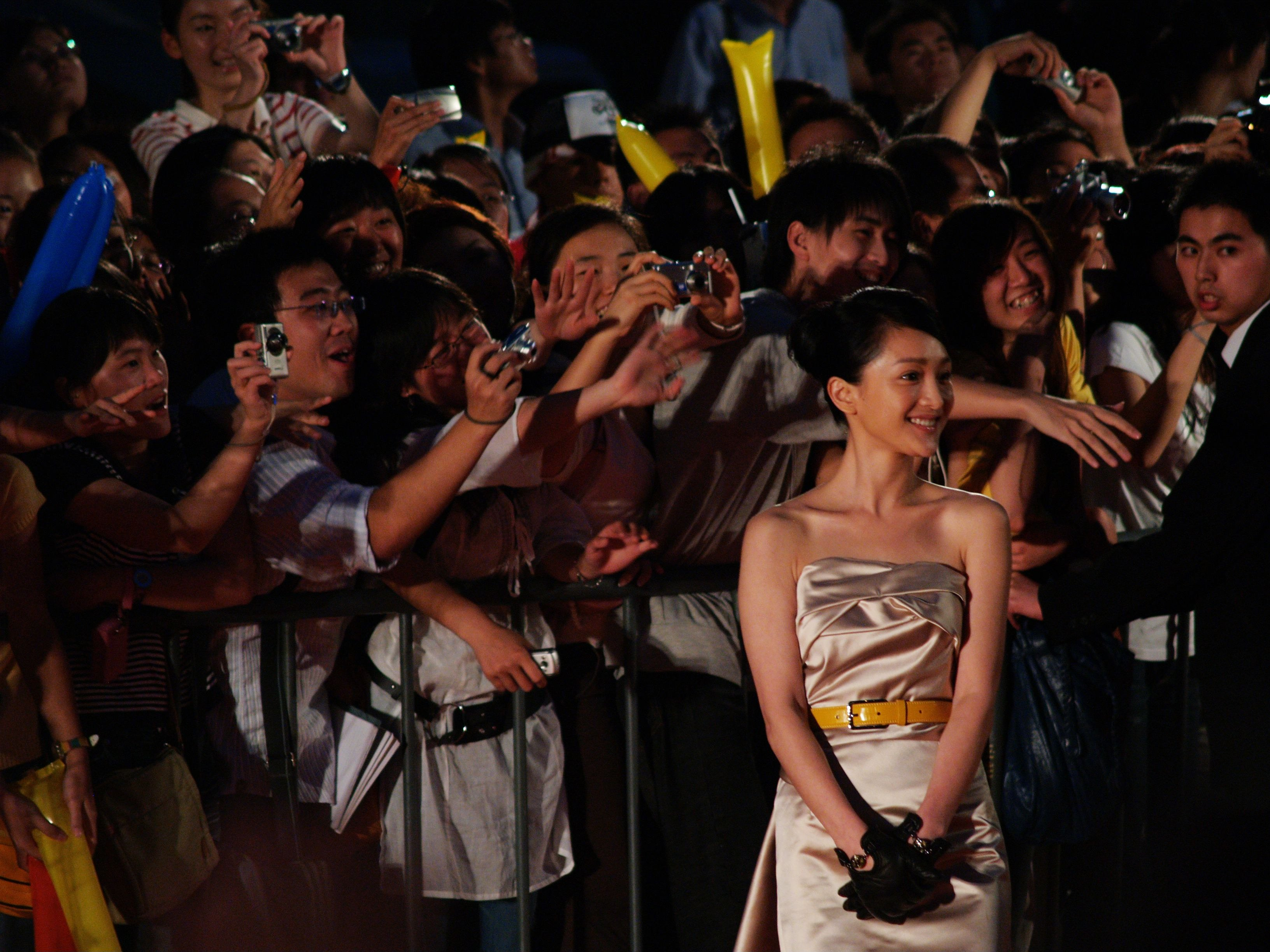
Чжоу на Шанхайському міжнародному кінофестивалі в 2007 році

Чжоу Сюнь була названа першою амбасадоркою доброї волі Програми розвитку ООН (ПРООН) у Китаї в 2008 році з особливим акцентом на сприянні екологічній стійкості. Спільно з програмою Чжоу проводить кампанію «Наша частина», яка пропагує «поради щодо зеленого життя».
22 квітня 2010 року вона стала лауреаткою премії «Чемпіони Землі» (Натхнення та дії) Програми ООН з навколишнього середовища (ЮНЕП). Вона була першою артисткою в світі, яка отримала цю нагороду.

## Мода
У 2006 році Чжоу стала глобальною представницею Міу Міу. У 2008 році вона була обрана амбасадоркою бренду Lancel для регіону Великого Китаю. З 2011 року Чжоу стала амбасадоркою Chanel. Головний дизайнер Chanel Карл Лагерфельд відзначив Чжоу Сюнь за її сильне почуття моди, описавши актрису як «синтез молодої Коко Шанель і балетної трупи Зізі Жанмер».
Чжоу була на обкладинках багатьох провідних модних журналів, включаючи Vogue China і Vogue Taiwan, китайський і гонконзький Harper's Bazaar, китайський і гонконзький Elle, китайський і тайванський Marie Claire, китайський і гонконзький Cosmopolitan, китайський L'Officiel, китайський Madame Figaro, китайський Numéro, китайський T, китайський GQ, китайський Esquire, китайський Elle Men, китайський Harper's Bazaar Men.

## Особисте життя

### Шлюб
16 липня 2014 року Чжоу Сюнь вийшла заміж за американського актора Арчі Као на сцені після благодійної акції в Ханчжоу, Чжецзян (Китай). 23 грудня 2020 року Чжоу оголосила у своєму акаунті Sina Weibo, що вони розлучилися.
У 2009 році Чжоу отримала громадянство Гонконгу за «схемою якісного прийому мігрантів».

### Анекдот
Чжоу мала підводну фобію через те, що в дитинстві ледь не потонула. Однак більшість драм, в яких вона брала участь, мають підводні сцени. Наприклад, під час зйомок фільму «Розфарбована шкіра: Воскресіння» її вимагали півмісяця вимочити у воді.
В інтерв’ю кільком журналам у 2012 році Чжоу сказала, що, оскільки вона погано висловлювалася та рідко користувалася Інтернетом, отримання занадто великої кількості інформації також було тягарем, тому вона не подала заявки на облікові записи в популярних соціальних мережах, таких як Weibo.

## Фільмографія

### Фільми
| Рік  | Українська назва                    | Китайська назва  | Роль                                     | Примітки    |
| ---- | ----------------------------------- | ---------------- | ---------------------------------------- | ----------- |
| 1991 | Стара могила                        | 古墓荒斋         | Цзяо На                                  |             |
| 1993 | Історія Руж Чембер                  | 胭楼记           | Чжен Юе                                  |             |
| 1995 | Розпещена дружина                   | 小娇妻           | Ян'ян                                    |             |
| 1995 | Діва Розе                           | 女儿红           | Хуа Дао                                  | [ 50 ]      |
| 1996 | Спокусниця Місяць                   | 风月             | Маленька танцівниця                      |             |
| 1998 | Мій магазин рисової локшини         | 花桥荣记         | Се Янь                                   |             |
| 1999 | Імператор і ввбивця                 | 荊軻刺秦王       | Сліпа дівчина                            |             |
| 2000 | Річка Сучжоу                        | 苏州河           | Мей Мей / Моу Дан                        | 2020 如懿传 |
| 2000 | Якщо я втрачу тебе                  | 如果没有爱       | Сюнь                                     |             |
| 2001 | Пекінський велосипед                | 十七岁的单车     | Хун Цинь                                 |             |
| 2001 | Голлівуд Гонконг                    | 香港有个好莱坞   | Хунг Хунг/Тонг Тонг                      |             |
| 2002 | Вертушка без вітру                  | 烟雨红颜         | Чжао Нінцзін                             |             |
| 2002 | Куди поділися всі квіти             | 那时花开         | Хуан Цзи                                 |             |
| 2002 | Бальзак і маленька китайська швачка | 巴尔扎克和小裁缝 | Маленька швачка                          |             |
| 2004 | Закоханий Баобей                    | 恋爱中的宝贝     | Бао Бей                                  |             |
| 2005 | Момент Західного озера              | 鸳鸯蝴蝶         | Сяо Ю                                    | [джерело?]  |
| 2005 | Краса залишається                   | 美人依旧         | Сяо Фей                                  | [ 51 ]      |
| 2005 | Вкрадене життя                      | 生死劫           | Ян Ні                                    | [ 52 ]      |
| 2005 | Можливо, Любов                      | 如果·爱          | Сан На                                   |             |
| 2006 | Бенкет                              | 夜宴             | Кінгню                                   |             |
| 2007 | Мін Мін                             | 明明             | Мінмін / Нана                            |             |
| 2008 | Рівняння любові і смерті            | 李米的猜想       | Лі мі                                    |             |
| 2008 | Пофарбована шкіра                   | 画皮             | Сяо Вей                                  |             |
| 2008 | Все про жінок                       | 女人不坏         | Оу Фанфан                                | [джерело?]  |
| 2009 | Повідомлення                        | 风声             | Гу Сяомен                                |             |
| 2010 | Кунфуцій                            | 孔子             | Нанзі                                    |             |
| 2010 | Справжня легенда                    | 苏乞儿           | Юань Ін                                  | [ 53 ]      |
| 2011 | Заснування партії                   | 建党伟业         | Ван Хуйву                                | [ 54 ]      |
| 2011 | Брама дракона                       | 龙门飞甲         | Вихід                                    |             |
| 2012 | Великий чарівник                    | 大魔术师         | Лю Інь                                   | [ 55 ]      |
| 2012 | Фарбована шкіра: Воскресіння        | 画皮II           | Сяо Вей                                  |             |
| 2012 | Тиха війна                          | 听风者           | Чжан Сюенін                              | [ 56 ]      |
| 2012 | Хмарний атлас                       | 云图             | Талбот/Менеджер готелю Юна ~ 939 Троянда |             |
| 2014 | Підслухано 3                        | 窃听风云3        | Руан Юехуа                               | [ 57 ]      |
| 2014 | Жінки, які фліртують                | 撒娇女人最好命   | Чжан Хуей                                | [ 58 ]      |
| 2014 | Знайомтесь, міс Тривога             | 我的早更女友     | Ци Цзя                                   | [ 59 ]      |
| 2017 | Прийде наш час                      | 明月几时有       | Фанг Гу                                  |             |
| 2018 | Останній лист                       | 你好，之华       | Юань Чжихуа                              |             |
| 2019 | Мовчати                             | 保持沉默         | Дуан Мулан                               |             |
| 2021 | Майстер Іньян                       | 侍神令           | Бай Ні                                   | [ 60 ]      |
| 2021 | Розділ одинадцятий                  | 第十一回         | Джин Кейлінг                             |             |
| 2021 | Її історія                          | 世间有她         |                                          |             |
| TBA  | Втомлений поет                      | 诗眼倦天涯       | Вен Санчунь                              |             |
| TBA  | Через Люте море                     | 涉过愤怒的海     | Цзин Лань                                |             |
| TBA  | Клинок місячного світла             | 天涯明月刀       |                                          |             |

### Телевізійні серіали
| Рік  | Українська назва               | Китайська назва | Роль                   | Примітки |
| ---- | ------------------------------ | --------------- | ---------------------- | -------- |
| 1997 | Червоний рецепт                | 红处方          | Шен Пей                |          |
| 1998 | Поліцейська сцена              | 警坛风云        | Лінь Пейпей            |          |
| 1999 | Покоївка в зеленому            | 绿衣红娘        | Фань Сяосюань          |          |
| 2000 | Справжній колір грошей         | 金钱本色        | Менді                  |          |
| 2000 | Просто щасливий                | 开心就好        | Тан Геге               |          |
| 2000 | Палац Бажання                  | 大明宫词        | молода принцеса Тайпін |          |
| 2000 | Квітнева рапсодія              | 人间四月天      | Лінь Хуїнь             |          |
| 2000 | Небесне Царство Тайпін         | 太平天国        | Ши Іян                 |          |
| 2000 | Серцева мережа                 | 心网            | На Ніу                 |          |
| 2000 | Життя Несподіване              | 缘来一家人      | Дао Дао                | [ 61 ]   |
| 2001 | Історія кохання в Шанхаї       | 像雾像雨又像风  | Ду Сінью               |          |
| 2002 | Дозріваючий апельсин           | 橘子红了        | Сю Хе                  | [ 62 ]   |
| 2003 | Легенда про героїв Кондорів    | 射雕英雄传      | Хуан Жун               |          |
| 2003 | Пляжний                        | 海滩            | А'Тонг                 | [ 63 ]   |
| 2003 | Ділова сім'я                   | 买办之家        | Су Боюань/Ся Хе        | [ 64 ]   |
| 2014 | Червоне сорго                  | 红高粱          | Цзю'ер/Цан Цзюлянь     |          |
| 2018 | Королівська любов Руї в палаці | 如懿传          | Ула Нара Руї           |          |
| 2020 | Недосконала любов              | 不完美的她      | Лінь Сючжі             | [ 65 ]   |
| 2021 | Медаль Республіки              | 功勋之屠呦呦    | Tу Юю                  | [ 66 ]   |
| 2021 | Трохи настрою для кохання      | 小敏家          | Лю Сяомінь             | [ 67 ]   |

### Короткометражні фільми
| Рік  | Англійська назва                | Китайська назва          | Роль            | Примітки |  |
| ---- | ------------------------------- | ------------------------ | --------------- | -------- |  |
| 2010 | Диявольські щипці для нігтів    | 指甲刀人魔               | Лі Каї          | [ 68 ]   |  |
| 2011 | Стрибати                        | 纵身一跃                 | Сама            |          |  |
| 2012 | 2032: Майбутнє, якого ми хочемо | 2032 我们期望的未        | Сама            | [ 69 ]   |  |
| 2012 | Я знаю У                        | 星知我心                 | D24             |          |  |
| 2014 | Один день: сонце, що сходить    | 太阳会飞                 | Чжоу            | [ 70 ]   |  |
| 2014 | Зелений                         | 绿                       | Сама            |          |  |
| 2014 | Римське свято                   | Vogue Film之《罗马假期》 | Сама            | [ 71 ]   |  |
| 2019 | Одного разу вночі               | Vogue Film之《再见宝贝》 | Сама            | [ 72 ]   |  |
| 2020 | дочка                           | 女儿                     | Водійка таксі   | [ 73 ]   |  |
| 2020 | Le Vrai Où                      | 花的游吟                 | Клубна співачка |          |  |

### Озвучені фільми
| Рік      | Назва           | Примітки |
| -------- | --------------- | -------- |
| 2015 рік | Маленький принц | [ 74 ]   |

### Як продюсерка
| Рік      | Українська назва | Китайська назва      | Директор   | Примітки |
| -------- | ---------------- | -------------------- | ---------- | -------- |
| 2015 рік | Пригоди Ентоні   | 陪安东尼度过漫长岁月 | Джанет Чун | [ 75 ]   |

### Як директор
| Рік      | Українська назва     | Китайська назва | Головний актор          | Примітки |
| -------- | -------------------- | --------------- | ----------------------- | -------- |
| 2012 рік | П'ять пасток демонів | 五行伏妖        | Тоні Люн Чю-Вай, Ву Ган | [ 29 ]   |

## Дискографія

### Альбоми
| Рік   | Українська назва | Китайська назва | Примітки |
| ----- | ---------------- | --------------- | -------- |
| 2003: | Літо             | 夏天            |          |

### Одиночні
| Рік  | Українська назва                         | Китайська назва | Альбом                       | Примітки                         |
| ---- | ---------------------------------------- | --------------- | ---------------------------- | -------------------------------- |
| 1999 | "Бродити безцільно"                      | 飘摇            | Хайнан Хайнан                |                                  |
| 2000 | "Серце як трагічна мелодія"              | 心如悲歌        | Музика Небо і Земля OST      |                                  |
| 2001 | "Немає вибору"                           | 无奈            | Дозрівання апельсина OST     |                                  |
| 2001 | "Весна повертається вперед і назад"      | 春去春又回      | Дозрівання апельсина OST     |                                  |
| 2002 | "Голова лічі, три захоплення вогню"      | 一棵荔枝三把火  | Голлівуд Гонконг OST         |                                  |
| 2013 | "Схід і захід сонця"                     | 日出日末        | Пляж OST                     |                                  |
| 2013 | "Дивлячись на море"                      | 看海            | Пляж OST                     |                                  |
| 2004 | "В моєму оці"                            | "В моєму оці"   | Закоханий Баобей OST         |                                  |
| 2004 | "Порожній, як небо"                      | 虚拟天空        | Закоханий Баобей OST         |                                  |
| 2004 | "Зайнята лінія"                          | 占线            | Закоханий Баобей OST         |                                  |
| 2004 | "Тіло не ворухнулося, серце вже блукало" | 身未动,心已远   | Н/А                          | Тематична пісня Travel Channel   |
| 2005 | "Подорож"                                | 行囊            | Н/А                          |                                  |
| 2005 | "Зовні"                                  | 外面            | Можливо, Любов OST           |                                  |
| 2005 | "Перехрестя"                             | 十字街头        | Можливо, Любов OST           |                                  |
| 2005 | "Забудь, хто я є"                        | 忘了我是谁      | Можливо, Любов OST           | з Такеші Кінджо                  |
| 2005 | "Булька"                                 | 泡泡            | Н/А                          | Рекламна пісня дляOlay           |
| 2006 | "Пісня Юе"                               | 越人歌          | Бенкет OST                   |                                  |
| 2006 | "Електричні тіні"                        | 电影往事        | Електричні тіні OST          |                                  |
| 2006 | "Дивись"                                 | 看看            | Мін Мін OST                  | з Ентоні Вонгом                  |
| 2006 | "Пісня бродяги"                          | 流浪者之歌      | Мін Мін OST                  | з Ентоні Вонгом                  |
| 2007 | "Компаньйон"                             | 伴侣            | Н/А                          | Рекламна пісня для Motorola Moto |
| 2008 | "За вікном"                              | 窗外            | Рівняння любові і смерті OST |                                  |
| 2008 | "Любіть щиро"                            | 用力爱          | Все про жінок OST            |                                  |
| 2009 | "Любов і ненависть"                      | 爱恨恢恢        | Чжу Сіань 2 OST              |                                  |
| 2011 | "Єдиний у Світі"                         | 这世界唯一的你  | Н/А                          |                                  |
| 2012 | "Guess the Lover"                        | 猜情人          | Великий чарівник OST         | з Тоні Люн Чу Ваєм               |
| 2014 | "For the Child"                          | 给小孩          | Один день OST                |                                  |
| 2014 | "Вгадай коханця"                         | 幸福的开关      | Н/А                          |                                  |
| 2018 | "Зовнішній вигляд"                       | 样子            | Останній лист OST            |                                  |
| 2019 | "Який чудовий світ"                      | 多美好的世界啊  |                              | за участю Лори Фігі              |
| 2019 | "Весняний час"                           | 春光            | Н/А                          |                                  |
| 2019 | "Довічне очікування"                     | 一生守候        | Мовчати OST                  |                                  |
| 2020 | "Погляд за межі"                         | 遥望            | Бігати для молодих OST       | with Chen Kun                    |
| 2020 | "Ти хороший"                             | 你真好          | Дні та ночі в Ухані OST      |                                  |

## Нагороди та номінації

### Forbes China Celebrity 100
| Рік      | Ранг | Пос.   |
| -------- | ---- | ------ |
| 2004 рік | 7-е  |        |
| 2005 рік | 7-е  |        |
| 2006 рік | 2-е  |        |
| 2007 рік | 6-й  |        |
| 2008 рік | 8-й  |        |
| 2009 рік | 9-й  |        |
| 2013 рік | 91-й | [ 78 ] |
| 2014 рік | 15-е | [ 79 ] |
| 2015 рік | 17-е | [ 80 ] |
| 2017 рік | 60-й | [ 81 ] |
| 2019 рік | 53-й | [ 82 ] |
| 2020 рік | 65-й | [ 83 ] |

## Зовнішні посилання
- Офіційний сайт (in Chinese)
- Чжоу Сюнь на Sina Weibo (in Chinese)
- Чжоу Сюнь на Sina.com (in Chinese)